# Szaaditák
A Szaaditák egy kora újkori muszlim dinasztia, amely a mai Marokkó területén uralkodott a 16. század közepe és a 17. század közepe között. Dinasztikus elődje a Wattászidák, utóda az Alaviták voltak.

## Uralkodók

### Az egységes birodalom
| Uralkodó                   | Születési idő | Halálozási idő      | Élethossz | Uralkodási idő       | Uralkodási évek | Neve arabul                | Megjegyzés       |
| -------------------------- | ------------- | ------------------- | --------- | -------------------- | --------------- | -------------------------- | ---------------- |
| I. Mohammed as-Sejk        | 1490/1491     | 1557. október 23.   | 66–67 év  | szultán: 1554 – 1557 | 3 év            | محمد الشيخ                 |                  |
| Abdullah al-Ghálib         | 1517          | 1574. január 22.    | 57 év     | szultán: 1557 – 1574 | 17 év           | عبد الله ﺍﻟﻐﺎﻟﺐ            | Fia.             |
| II. Abu Abdullah Mohammed  | ?             | 1578. augusztus 4.  | ? év      | szultán: 1574 – 1576 | 2 év            | محمد المتوكل               | Fia.             |
| I. Abú Merván Abd al-Malik | ?             | 1578. augusztus 4.  | ? év      | szultán: 1576 – 1578 | 2 év            | أبو مروان عبد الملك الغازي | I. Mohammed fia. |
| Ahmad al-Manszúr           | 1549          | 1603. augusztus 25. | 54 év     | szultán: 1578 – 1603 | 25 év           | أبو العباس أحمد المنصور    | Fivére.          |

### A szétesett birodalom
- 1603-ban a birodalom 2 részre hasadt: Fezre és Marrakesre

#### a) Fez tartománya1603–1628
| Uralkodó                   | Születési idő | Halálozási idő   | Élethossz | Uralkodási idő       | Uralkodási évek | Megjegyzés                             |
| -------------------------- | ------------- | ---------------- | --------- | -------------------- | --------------- | -------------------------------------- |
| Abou Faresz Abdullah       | 1564          | 1609 augusztusa  | 45 év     | szultán: 1603 – 1604 | 1 év            | Névlegesen. Marrakesben is uralkodott. |
| Zidan Abu Máli             | ?             | 1627 szeptembere | ? év      | szultán: 1603 – 1604 | 1 év            | Marrakesben is uralkodott.             |
| Mohammed as Sejk al Mammún | 1566          | 1621             | 55 év     | szultán: 1605 – 1613 | 8 év            | Ahmad al-Manszúr fia.                  |
| Abdullah                   | ?             | 1623             | ? év      | szultán: 1613 – 1623 | 10 év           | Fia.                                   |
| Abd al-Malik               | ?             | 1627             | ? év      | szultán: 1623 – 1627 | 4 év            | Fivére.                                |
| III. Mohammed              | ?             | 1628. június 16. | ? év      | szultán: 1627 – 1628 | 1 év            | Fivére.                                |

#### b) Marrakes tartománya1603–1659
| Uralkodó                    | Születési idő | Halálozási idő    | Élethossz | Uralkodási idő       | Uralkodási évek | Megjegyzés                                     |
| --------------------------- | ------------- | ----------------- | --------- | -------------------- | --------------- | ---------------------------------------------- |
| Abou Faresz Abdullah        | 1564          | 1609 augusztusa   | 45 év     | szultán: 1603 – 1606 | 3 év            | Ahmad al-Manszúr fia. Fezben is uralkodott.    |
| Mohammed as Sejk al Mammún  | 1566          | 1621              | 55 év     | szultán: 1606 – 1607 | 1 év            | Fezben is uralkodott.                          |
| Zidan Abu Máli              | ?             | 1627 szeptembere  | ? év      | szultán: 1607 – 1608 | 1 év            | Fivére. Fezben is uralkodott. Első uralkodása. |
| II. Mohammed                | ?             | kb. 1613          | ? év      | szultán: 1608        | 1 év            | I. Mohammed unokája.                           |
| Zidan Abu Máli              | ?             | 1627 szeptembere  | ? év      | szultán: 1608 – 1627 | 19 év           | Második uralkodása.                            |
| II. Abu Merván Abd al-Malik | ?             | 1631. március 10. | ? év      | szultán: 1627 – 1631 | 4 év            | Fia.                                           |
| Al Walid                    | ?             | 1636. február 21. | ? év      | szultán: 1631 – 1636 | 5 év            | Fivére.                                        |
| Mohammed es Sejk es Szeghir | ?             | 1655. január 30.  | ? év      | szultán: 1636 – 1655 | 19 év           | Fivére.                                        |
| Ahmed al Abbász             | ?             | 1659              | ? év      | szultán: 1655 – 1659 | 4 év            | Fia.                                           |

## Fordítás
- Ez a szócikk részben vagy egészben  a   Saadi dynasty című angol Wikipédia-szócikk fordításán alapul.  Az eredeti cikk szerkesztőit annak laptörténete sorolja fel. Ez a jelzés csupán a megfogalmazás eredetét és a szerzői jogokat jelzi, nem szolgál a cikkben szereplő információk forrásmegjelöléseként.